# Малышево (деревня, Максатихинский район)
 Малышево  — деревня в Максатихинском районе Тверской области. Входит в состав Малышевского сельского поселения.

## География
Находится в северо-восточной части Тверской области на расстоянии приблизительно 14 км по прямой на запад-северо-запад от районного центра поселка Максатиха у северной окраины поселка Малышево.

## История
Деревня была отмечена еще на карте 1825 года. В 1859 году здесь (тогда сельцо Вышневолоцкого уезда Тверской губернии) было учтено 8 дворов, в 1940 — 38.

## Население
Численность населения: 91 человек (1859 год), 49 (русские 98 %) в 2002 году, 38 в 2010.